# Circonscription proportionnelle de Hokkaidō
La circonscription proportionnelle de Hokkaidō (比例北海道ブロック, Hirei Hokkaidō burokku) est l'un des onze blocs législatifs régionaux destinés à l'élection d'une partie des membres de la Chambre des représentants du Japon au scrutin proportionnel.

## Description géographique
La circonscription correspond à la préfecture de Hokkaidō.

## Résultats électoraux

### Années 2020
| Parti | Parti                              | Résultats | Résultats | Résultats | Résultats     | Députés élus (8)                                                          |
| Parti | Parti                              | Voix      | %         | Sièges    | +/-           | Députés élus (8)                                                          |
| ----- | ---------------------------------- | --------- | --------- | --------- | ------------- | ------------------------------------------------------------------------- |
|       | Parti démocrate constitutionnel    | 694 578   | 29,01     | 3         |               | 1. Naoko Shinoda (ja) 2. Masahito Nishikawa (ja) 3. Eisei Kawaharada (ja) |
|       | Parti libéral-démocrate            | 641 127   | 26,78     | 3         | 1             | 1. Yoshitaka Itō (ja) 2. Hiroyuki Nakamura (ja) 3. Jun Mukōyama (ja)      |
|       | Kōmeitō                            | 253 344   | 10,58     | 1         | en stagnation | 1. Hidemichi Satō (ja)                                                    |
|       | Parti démocrate du peuple          | 192 303   | 8,03      | 1         | 1             | 1. Hidetake Usuki (ja)                                                    |
|       | Reiwa Shinsengumi                  | 177 620   | 7,42      | 0         | en stagnation | Aucun                                                                     |
|       | Parti communiste japonais          | 169 799   | 7,09      | 0         | en stagnation | Aucun                                                                     |
|       | Parti japonais de l'innovation     | 96 954    | 4,05      | 0         | en stagnation | Aucun                                                                     |
|       | Parti conservateur du Japon        | 61 903    | 2,59      | 0         | —             | Aucun                                                                     |
|       | Sanseitō                           | 57 002    | 2,38      | 0         | —             | Aucun                                                                     |
|       | Parti social-démocrate             | 31 134    | 1,30      | 0         | en stagnation | Aucun                                                                     |
|       | Club de réflexion sur l'euthanasie | 18 455    | 0,77      | 0         | en stagnation | Aucun                                                                     |

| Parti | Parti                           | Résultats | Résultats | Résultats | Résultats     | Députés élus (8) |
| Parti | Parti                           | Voix      | %         | Sièges    | +/-           | Députés élus (8) |
| ----- | ------------------------------- | --------- | --------- | --------- | ------------- | --- |
|       | Parti libéral-démocrate         | 863 300   | 33,60     | 4         | 1             | 1. Takako Suzuki 2. Kōichi Watanabe (ja) 3. Manabu Horii (2021-2024) 4. Yūko Nakagawa 5. Yūsuke Takahashi (ja) (depuis 2024) |
|       | Parti démocrate constitutionnel | 682 913   | 26,58     | 3         | en stagnation | 1. Kureha Ōtsuki (ja) 2. Yutaka Arai (ja) 3. Hiroshi Kamiya (ja)                                                             |
|       | Kōmeitō                         | 294 371   | 11,46     | 1         | en stagnation | 1. Hidemichi Satō (ja) |
|       | Parti japonais de l'innovation  | 215 344   | 8,38      | 0         | en stagnation | Aucun |
|       | Parti communiste japonais       | 207 189   | 8,06      | 0         | en stagnation | Aucun |
|       | Reiwa Shinsengumi               | 102 086   | 3,97      | 0         | —             | Aucun |
|       | Parti démocrate du peuple       | 73 621    | 2,87      | 0         | —             | Aucun |
|       | Aucun parti à soutenir          | 46 142    | 1,80      | 0         | en stagnation | Aucun |
|       | Parti anti-NHK                  | 42 916    | 1,67      | 0         | —             | Aucun |
|       | Parti social-démocrate          | 41 248    | 1,61      | 0         | en stagnation | Aucun |

### Années 2010
| Parti | Parti                              | Résultats | Résultats | Résultats | Résultats     | Députés élus (8)                                                                                    |
| Parti | Parti                              | Voix      | %         | Sièges    | +/-           | Députés élus (8)                                                                                    |
| ----- | ---------------------------------- | --------- | --------- | --------- | ------------- | --------------------------------------------------------------------------------------------------- |
|       | Parti libéral-démocrate            | 779 903   | 28,81     | 3         | en stagnation | 1. Kōichi Watanabe (ja) 2. Takako Suzuki 3. Toshimitsu Funahashi (ja)                               |
|       | Parti démocrate constitutionnel    | 714 032   | 26,38     | 3         | —             | 1. Hiroshi Kamiya (ja) 2. Maki Ikeda 3. Hiranao Honda (ja) (2017-2021) 4. Maya Yamazaki (ja) (2021) |
|       | Parti de l'espoir                  | 331 463   | 12,25     | 1         | —             | 1. Tatsumaru Yamaoka (ja)                                                                           |
|       | Kōmeitō                            | 298 573   | 11,03     | 1         | en stagnation | 1. Hidemichi Satō (ja)                                                                              |
|       | Parti communiste japonais          | 230 316   | 8,51      | 0         | 1             | Aucun                                                                                               |
|       | Vrai Parti démocrate - Daichi      | 226 552   | 8,37      | 0         | 1             | Aucun                                                                                               |
|       | Parti japonais de l'innovation     | 74 701    | 2,76      | 0         | —             | Aucun                                                                                               |
|       | Parti social-démocrate             | 37 374    | 1,38      | 0         | en stagnation | Aucun                                                                                               |
|       | Parti de la réalisation du bonheur | 13 983    | 0,52      | 0         | en stagnation | Aucun                                                                                               |

| Parti | Parti                              | Résultats | Résultats | Résultats | Résultats     | Députés élus (8)                                                  |
| Parti | Parti                              | Voix      | %         | Sièges    | +/-           | Députés élus (8)                                                  |
| ----- | ---------------------------------- | --------- | --------- | --------- | ------------- | ----------------------------------------------------------------- |
|       | Parti libéral-démocrate            | 744 748   | 29,79     | 3         | en stagnation | 1. Kōichi Watanabe (ja) 2. Hiroshi Imazu (ja) 3. Kazuo Maeda (ja) |
|       | Parti démocrate du Japon           | 688 922   | 27,56     | 2         | en stagnation | 1. Takako Suzuki 2. Satoshi Arai (ja)                             |
|       | Kōmeitō                            | 307 534   | 12,30     | 1         | en stagnation | 1. Hidemichi Satō (ja)                                            |
|       | Parti communiste japonais          | 302 251   | 12,09     | 1         | 1             | 1. Kazuya Hatayama (ja)                                           |
|       | Parti japonais de l'innovation     | 247 342   | 9,89      | 1         | —             | 1. Kenkō Matsuki (ja)                                             |
|       | Aucun parti à soutenir             | 104 854   | 4,19      | 0         | en stagnation | Aucun                                                             |
|       | Parti social-démocrate             | 53 604    | 2,14      | 0         | en stagnation | Aucun                                                             |
|       | Parti des générations futures      | 38 342    | 1,53      | 0         | —             | Aucun                                                             |
|       | Parti de la réalisation du bonheur | 12 267    | 0,49      | 0         | en stagnation | Aucun                                                             |

| Parti | Parti                                     | Résultats | Résultats | Résultats | Résultats     | Députés élus (8)                                                           |
| Parti | Parti                                     | Voix      | %         | Sièges    | +/-           | Députés élus (8)                                                           |
| ----- | ----------------------------------------- | --------- | --------- | --------- | ------------- | -------------------------------------------------------------------------- |
|       | Parti libéral-démocrate                   | 692 304   | 26,44     | 3         | 1             | 1. Kōichi Watanabe (ja) 2. Seiichi Shimizu (ja) 3. Shigeaki Katsunuma (ja) |
|       | Parti démocrate du Japon                  | 477 356   | 18,23     | 2         | 2             | 1. Takahiro Yokomichi (ja) 2. Satoshi Arai (ja)                            |
|       | Vrai Parti démocrate - Daichi             | 346 848   | 13,25     | 1         | en stagnation | 1. Tomohiro Ishikawa (ja) (2012-2013) 2. Takako Suzuki (2013-2014)         |
|       | Association pour la restauration du Japon | 333 760   | 12,75     | 1         | —             | 1. Miho Takahashi (ja)                                                     |
|       | Kōmeitō                                   | 289 011   | 11,04     | 1         | en stagnation | 1. Hidemichi Satō (ja)                                                     |
|       | Parti communiste japonais                 | 182 968   | 6,99      | 0         | en stagnation | Aucun                                                                      |
|       | Parti de tous                             | 155 522   | 5,94      | 0         | —             | Aucun                                                                      |
|       | Parti du futur du Japon                   | 81 838    | 3,13      | 0         | —             | Aucun                                                                      |
|       | Parti social-démocrate                    | 48 351    | 1,85      | 0         | en stagnation | Aucun                                                                      |
|       | Parti de la réalisation du bonheur        | 10 506    | 0,40      | 0         | en stagnation | Aucun                                                                      |

### Années 2000
| Parti | Parti                              | Résultats | Résultats | Résultats | Résultats     | Députés élus (8)                                                                           |
| Parti | Parti                              | Voix      | %         | Sièges    | +/-           | Députés élus (8)                                                                           |
| ----- | ---------------------------------- | --------- | --------- | --------- | ------------- | ------------------------------------------------------------------------------------------ |
|       | Parti démocrate du Japon           | 1 348 318 | 40,55     | 4         | 1             | 1. Hiroko Nakano 2. Maya Yamazaki (ja) 3. Tatsumaru Yamaoka (ja) 4. Hitomi Kudō (ja)       |
|       | Parti libéral-démocrate            | 805 895   | 24,24     | 2         | 1             | 1. Tsutomu Takebe (ja) 2. Nobutaka Machimura (2009-2010) 3. Hiroshi Imazu (ja) (2010-2012) |
|       | Nouveau Parti Daichi               | 433 122   | 13,03     | 1         | en stagnation | 1. Muneo Suzuki (ja) (2009-2010) 2. Takahiro Asano (ja) (2010-2012)                        |
|       | Kōmeitō                            | 354 886   | 10,67     | 1         | en stagnation | 1. Hisashi Inatsu (ja)                                                                     |
|       | Parti communiste japonais          | 241 345   | 7,26      | 0         | en stagnation | Aucun                                                                                      |
|       | Parti social-démocrate             | 113 562   | 3,42      | 0         | en stagnation | Aucun                                                                                      |
|       | Parti de la réalisation du bonheur | 20 276    | 0,61      | 0         | —             | Aucun                                                                                      |
|       | Shintō Honshitsu                   | 7 399     | 0,22      | 0         | —             | Aucun                                                                                      |

| Parti | Parti                     | Résultats | Résultats | Résultats | Résultats     | Députés élus (8)                                                                                            |
| Parti | Parti                     | Voix      | %         | Sièges    | +/-           | Députés élus (8)                                                                                            |
| ----- | ------------------------- | --------- | --------- | --------- | ------------- | --- |
|       | Parti démocrate du Japon  | 1 090 727 | 33,79     | 3         | 1             | 1. Seiji Ōsaka 2. Satoshi Arai (ja) (2005-2007) 3. Kenkō Matsuki (ja) 4. Tomohiro Ishikawa (ja) (2007-2009) |
|       | Parti libéral-démocrate   | 940 705   | 29,14     | 3         | en stagnation | 1. Yukari Iijima (ja) 2. Hiroshi Imazu (ja) 3. Takamori Yoshikawa                                           |
|       | Nouveau Parti Daichi      | 433 938   | 13,44     | 1         | —             | 1. Muneo Suzuki (ja)                                                                                        |
|       | Kōmeitō                   | 368 552   | 11,42     | 1         | en stagnation | 1. Kaori Maruya                                                                                             |
|       | Parti communiste japonais | 241 371   | 7,48      | 0         | en stagnation | Aucun |
|       | Parti social-démocrate    | 152 646   | 4,73      | 0         | en stagnation | Aucun |

| Parti | Parti                     | Résultats | Résultats | Résultats | Résultats     | Députés élus (8)                                                                    |
| Parti | Parti                     | Voix      | %         | Sièges    | +/-           | Députés élus (8)                                                                    |
| ----- | ------------------------- | --------- | --------- | --------- | ------------- | ----------------------------------------------------------------------------------- |
|       | Parti démocrate du Japon  | 1 153 471 | 40,82     | 4         | 1             | 1. Hidenori Sasaki (ja) 2. Chiyomi Kobayashi 3. Hiroko Nakano 4. Kenkō Matsuki (ja) |
|       | Parti libéral-démocrate   | 876 653   | 31,03     | 3         | 1             | 1. Eikō Kaneta (ja) 2. Gaku Ishizaki (ja) 3. Takafumi Yamashita (ja)                |
|       | Kōmeitō                   | 394 843   | 13,97     | 1         | en stagnation | 1. Kaori Maruya                                                                     |
|       | Parti communiste japonais | 253 442   | 8,97      | 0         | 1             | Aucun                                                                               |
|       | Parti social-démocrate    | 147 146   | 5,21      | 0         | 1             | Aucun                                                                               |

| Parti | Parti                     | Résultats | Résultats | Résultats | Résultats     | Députés élus (8)                                              |
| Parti | Parti                     | Voix      | %         | Sièges    | +/-           | Députés élus (8)                                              |
| ----- | ------------------------- | --------- | --------- | --------- | ------------- | ------------------------------------------------------------- |
|       | Parti démocrate du Japon  | 898 678   | 31,24     | 3         | en stagnation | 1. Kenji Nakazawa (ja) 2. Seiichi Kaneta 3. Wakio Mitsui (ja) |
|       | Parti libéral-démocrate   | 735 318   | 25,56     | 2         | 1             | 1. Muneo Suzuki (ja) 2. Hirofumi Iwakura (ja)                 |
|       | Kōmeitō                   | 368 198   | 12,80     | 1         | —             | 1. Kaori Maruya                                               |
|       | Parti communiste japonais | 365 061   | 12,69     | 1         | en stagnation | 1. Kenji Kodama (ja)                                          |
|       | Parti social-démocrate    | 255 319   | 8,87      | 1         | —             | 1. Keiko Yamauchi (ja)                                        |
|       | Parti libéral             | 236 301   | 8,21      | 0         | —             | Aucun                                                         |
|       | Ligue libérale            | 17 987    | 0,63      | 0         | —             | Aucun                                                         |

### Années 1990
| Parti | Parti                     | Résultats | Résultats | Résultats | Députés élus (9)                                                 |
| Parti | Parti                     | Voix      | %         | Sièges    | Députés élus (9)                                                 |
| ----- | ------------------------- | --------- | --------- | --------- | ---------------------------------------------------------------- |
|       | Parti démocrate du Japon  | 835 042   | 31,80     | 3         | 1. Seiichi Ikehata (ja) 2. Kenji Nakazawa (ja) 3. Seiichi Kaneta |
|       | Parti libéral-démocrate   | 740 677   | 28,20     | 3         | 1. Muneo Suzuki (ja) 2. Takamori Yoshikawa 3. Takayuki Satō (ja) |
|       | Shinshintō                | 552 847   | 21,05     | 2         | 1. Toshiyuki Wanibuchi (ja) 2. Kaori Maruya                      |
|       | Parti communiste japonais | 396 923   | 15,11     | 1         | 1. Kenji Kodama (ja)                                             |
|       | Nouveau Parti socialiste  | 100 807   | 3,84      | 0         | Aucun                                                            |